# Microhexuridae
Microhexuridae Bond, Opatova & Hedin, 2020 è una famiglia di ragni appartenente al sottordine Mygalomorphae.

## Distribuzione
Le due specie oggi note sono state reperite negli Stati Uniti: la M. montivaga si trova nelle vette più alte delle Blue Ridge Mountains della Carolina del Nord e del Tennessee; la M. idahoana è stata rinvenuta più ad ovest, nella Catena delle Cascate, nelle Blue Mountains e nelle Montagne Rocciose settentrionali.

## Tassonomia
Il genere Microhexura Crosby & Bishop, 1925 è stato separato dalla famiglia Dipluridae ed è assurto al rango di famiglia a seguito di un lavoro di Bond, Opatova ed Hedin del 2020.
A dicembre 2020 il genere si compone di 2 specie:
- Microhexura idahoana Chamberlin & Ivie, 1945a - USA
- Microhexura montivaga Crosby & Bishop, 1925 - USA